# Teresa Klimek
Teresa Maria Klimek z d. Tomaszewska-Bończa (ur. 11 października 1929 w Hrubieszowie; zm. 29 grudnia 2013 w Gorzowie Wielkopolskim) – polska nauczycielka, działaczka Klubu Inteligencji Katolickiej i NSZZ „Solidarności”.

## Życiorys
Po ukończeniu I Liceum Ogólnokształcącego w Gnieźnie studiowała w latach 1949–1952 matematykę na Uniwersytecie im. Adama Mickiewicza w Poznaniu, gdzie poznała przyszłego męża Władysława Klimka. Po studiach pracowała krótko w Szkole Marynarki Wojennej, a następnie 1952/53 jako nauczycielka w szkole zawodowej w Gdyni. Zamieszkała w Gorzowie Wielkopolskim, gdzie uczyła od roku 1953 do 1955 w Technikum Gastronomicznym, 1957–1972 w Technikum Chemicznym oraz w latach 1972 do 1984 w II Liceum Ogólnokształcącym. W 1976 roku ukończyła podyplomowe studia informatyki na Uniwersytecie Warszawskim.
W Gorzowie została członkiem Klubu Inteligencji Katolickiej, zaś od roku 1998 była jego prezesem. Od 1980 działaczka „Solidarności”, gdzie zajmowała się redakcją pism Kamyczek, Braterstwo i Służba oraz Feniks. Działała również w Komisji Interwencji i Praworządności NSZZ „Solidarność”, Komitecie Obrony Więzionych za Przekonania oraz Towarzystwie Pomocy im. św. Brata Alberta. Była internowana od 15 grudnia 1981 do 27 czerwca 1982 w Poznaniu i Gołdapi. Była też inicjatorką zawiązania w Gorzowie Komitetu Pamięci Ofiar Katynia oraz honorowym członkiem Gorzowskiej Rodziny Katyńskiej.

## Odznaczenia
- 1998: Zasłużony dla Województwa Gorzowskiego
- 1999: Nagroda Biskupa Diecezji Zielonogórsko-Gorzowskiej „Człowiek-Człowiekowi”
- 2005: Medal „Pro Memoria”
- 2005: Złota Odznaka Sekcji Krajowej Oświaty i Wychowania NSZZ „S”
- 2009: Krzyż Kawalerski Orderu Odrodzenia Polski
- 2009: Zasłużony dla Województwa Lubuskiego
- 2010: Srebrny Medal „Opiekun Miejsc Pamięci Narodowej”
- 2010: Zasłużony dla Miasta Gorzowa
- 2010: Zasłużony dla Regionu Gorzowskiego NSZZ „S”
- 2013: Honorowe Obywatelstwo Miasta Gorzowa Wielkopolskiego
- 2015: Krzyż Wolności i Solidarności (pośmiertnie)[4]

## Publikacje
- Zapiski z internowania. [w:] Nadwarciański Rocznik Historyczno-Archiwalny. Nr 19 (2012), s. 423–436. (PDF)
- (współredaktorka): Drogą brata Alberta. 25-lecie Gorzowskiego Koła Towarzystwa Pomocy im. św. Brata Alberta. Sonar, Gorzów Wielkopolski 2012.